# The Hideout (Pennsylvanie)
 (août 2025).
The Hideout est une census-designated place située dans le comté de Wayne, dans l’État de Pennsylvanie, aux États-Unis. Lors du recensement de 2020, elle compte 2 634 habitants.